# Gonolek rouge et noir
Laniarius atrococcineus
Espèce
Statut de conservation UICN

 LC  : Préoccupation mineure
Le Gonolek rouge et noir (Laniarius atrococcineus) est une espèce d’oiseaux de la famille des Malaconotidae.

## Répartition
Cette espèce vit dans la partie méridionale du continent africain : le sud-ouest de l'Angola, la Namibie (excepté le désert central et le sud), le sud de la Zambie, l'ouest et le sud-ouest du Zimbabwe, le Botswana, ainsi que le nord-centre de l'Afrique du Sud (provinces du Cap-du-Nord, du Nord-Ouest et du Gauteng).

## Galerie

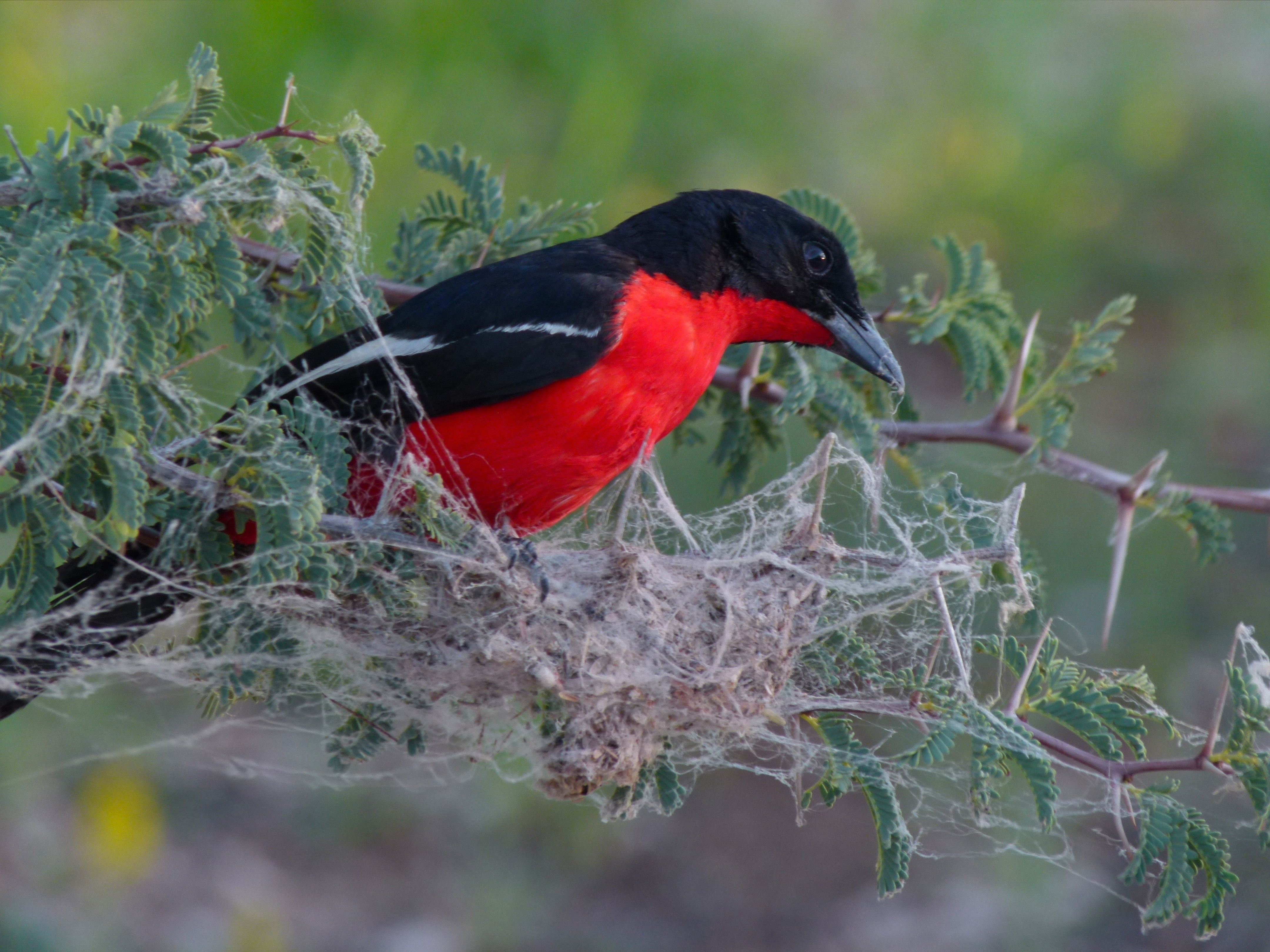
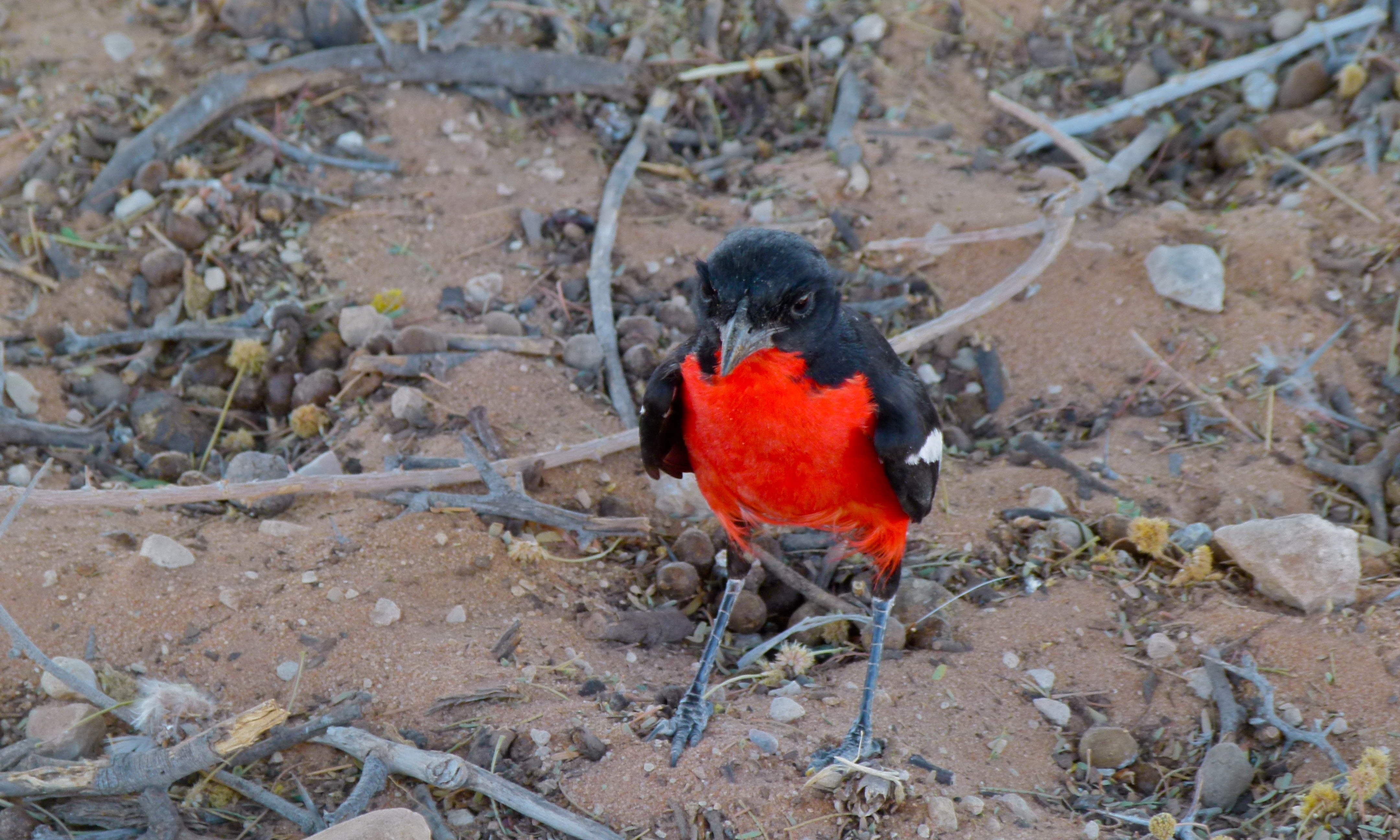
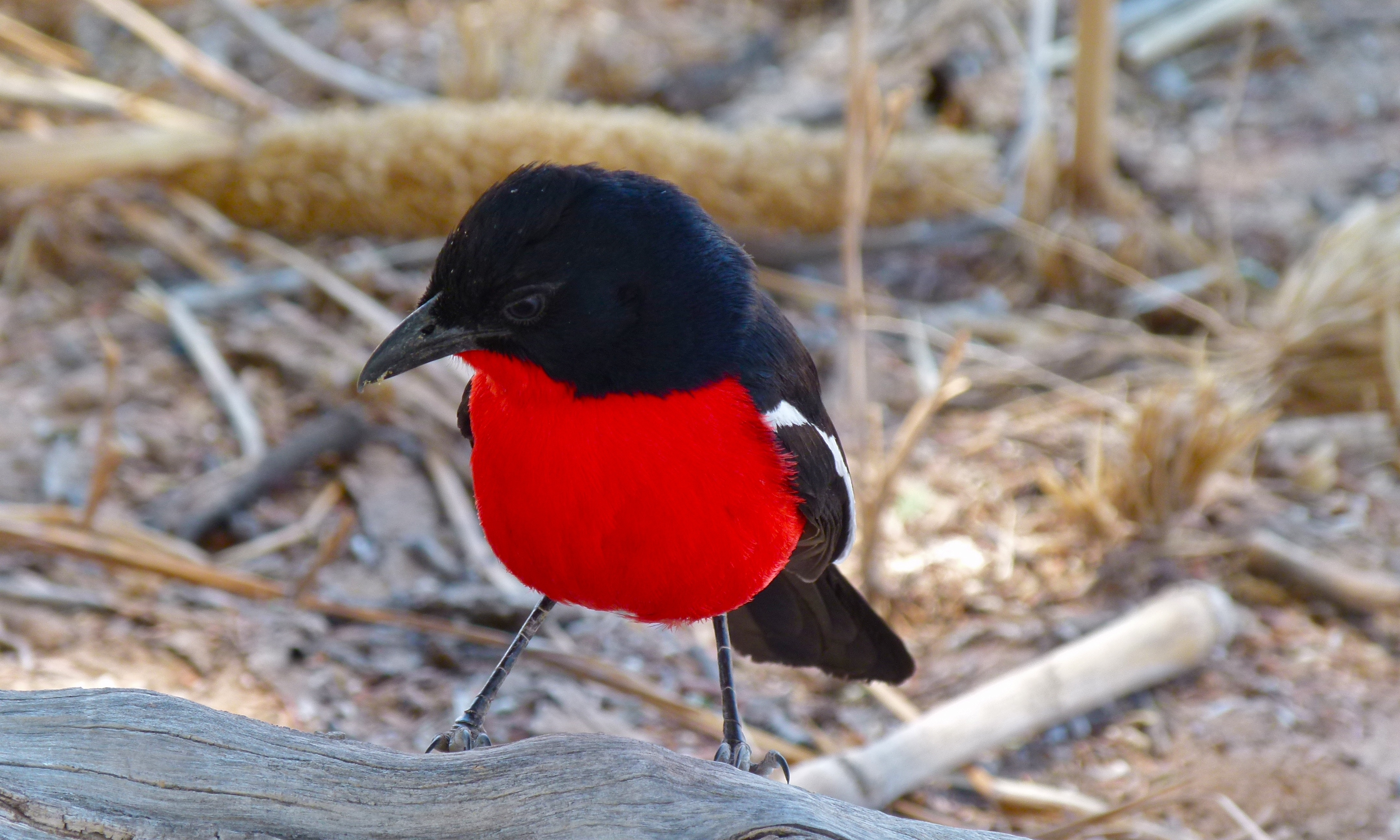
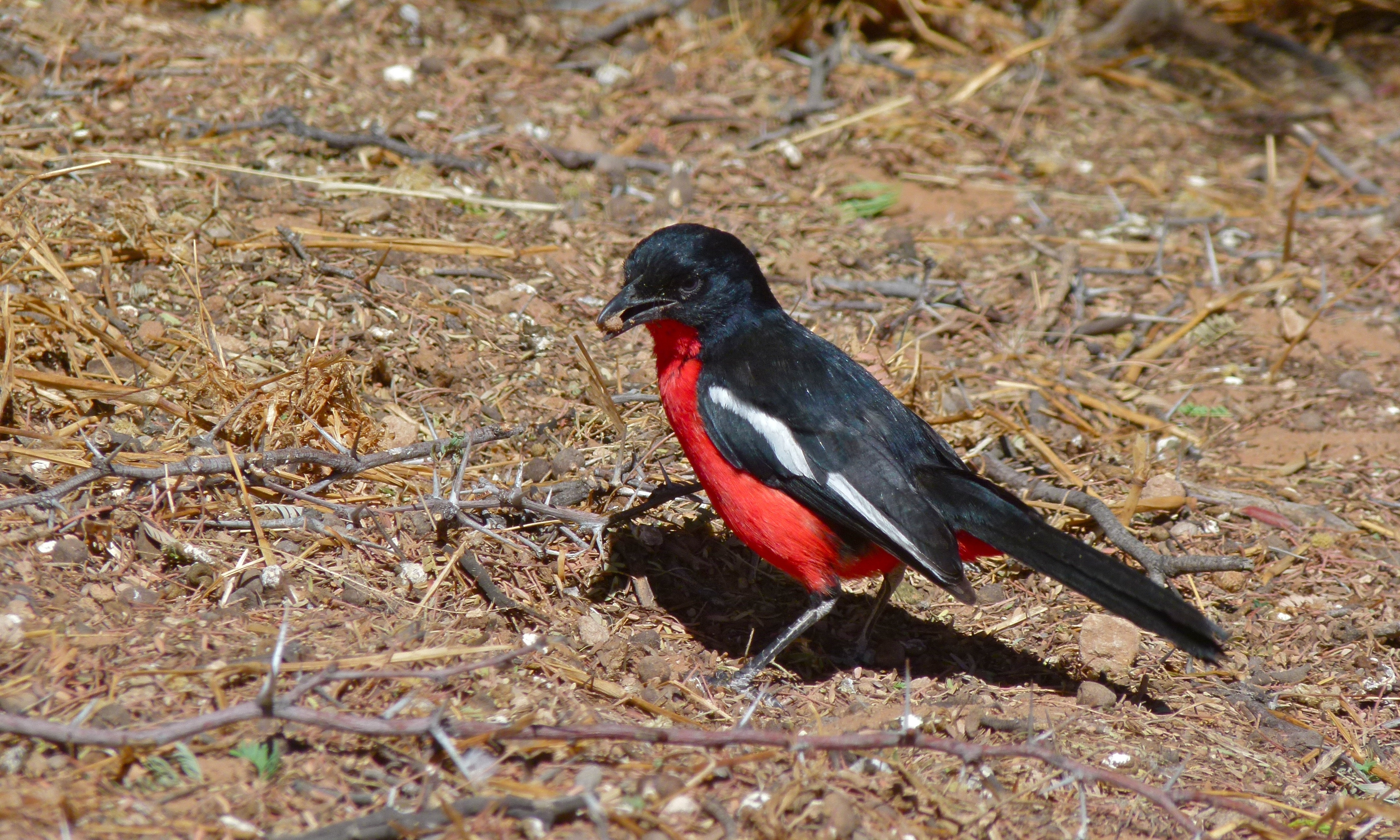
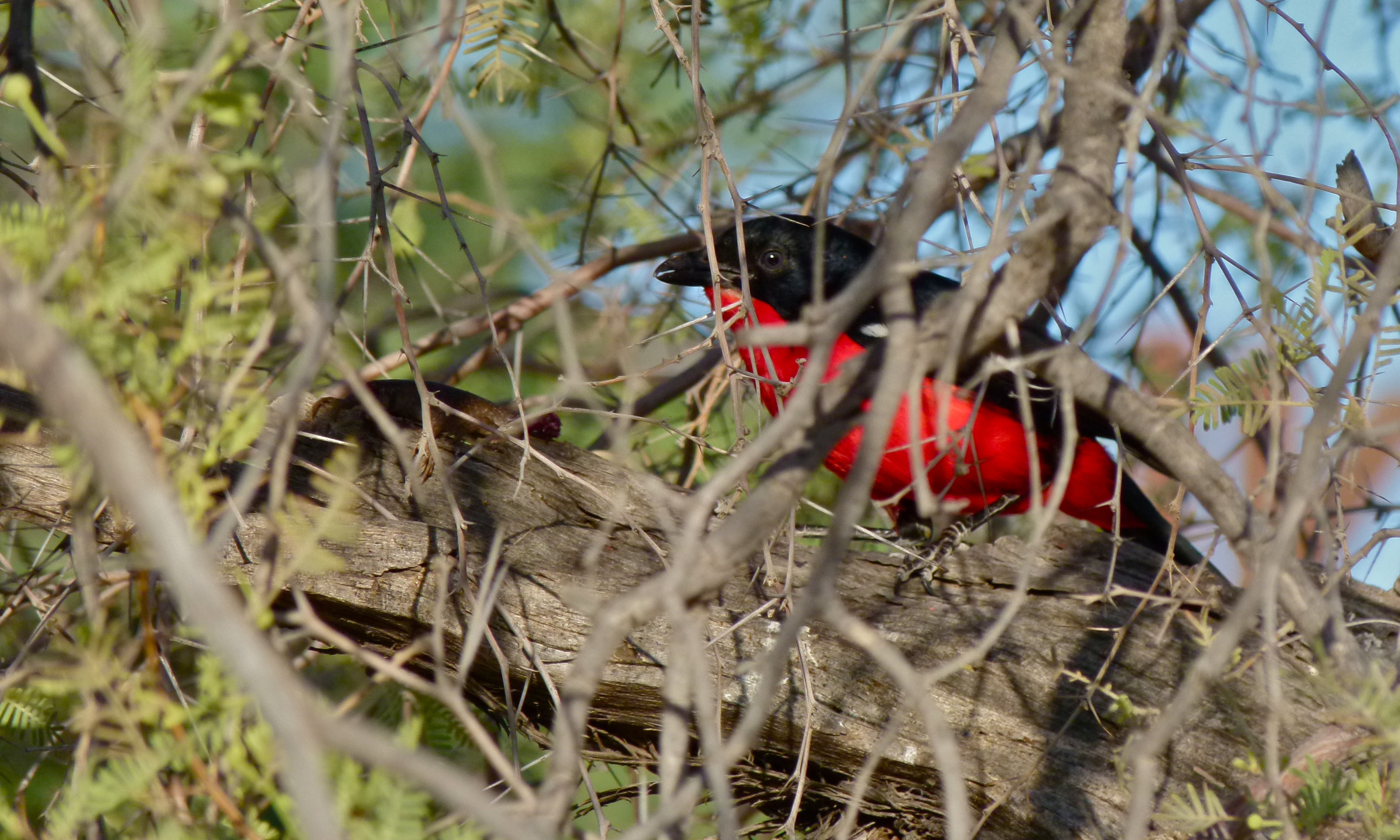